# Kenneth Connor
Kenneth Connor (Londen, 6 juni 1918 – Middlesex, 28 november 1993) was een Engelse comedyacteur op toneel, radio en televisie en in films. Hij is het bekendst van zijn rollen in de Carry On-films en van zijn rol als Monsieur Alphonse in de sitcom 'Allo 'Allo!.

## Levensloop
Connor was de zoon van een marineofficier. Al op de leeftijd van twee stond hij voor het eerst op het toneel. Als elfjarige speelde hij solorollen en duorollen met zijn broer in verschillende revueshows. Later besloot hij beroepsacteur te worden en volgde hij de toneelschool en een professionele muziekopleiding. Nadat hij zes jaar in het leger had gediend, keerde hij terug naar het theater. Hoewel hij een groot aantal rollen speelde, behaalde hij zijn grootste successen als stemacteur voor comedyshows op de radio. Hierdoor werd hij gevraagd voor de langlopende Carry On-series.
Hierna werd Connor vooral bekend van televisierollen. Op latere leeftijd speelde hij een gastrol in Blackadder the Third en speelde hij de begrafenisondernemer Monsieur Alphonse in de sitcom 'Allo 'Allo!.
Connor stierf op 75-jarige leeftijd aan kanker in 1993.